# Verveghiu
Verveghiu (węg. Vérvölgy) – wieś w Rumunii, w okręgu Sălaj, w gminie Dobrin. W 2011 roku liczyła  457 mieszkańców.